# Campeonato de Fútbol de Costa Rica 2005-2006
La temporada 2005-06 de la Primera División de Costa Rica, fue la edición 87.ª del torneo de liga de fútbol de dicho país, iniciando en julio de 2005 y finalizando en abril de 2006.
El Deportivo Saprissa se coronó campeón automáticamente sin necesidad de final nacional, esto tras haber superado a Pérez Zeledón en la tanda de penales en el Apertura y a Alajuelense en el Clausura. Por otra parte, el ascendido fue el conjunto de Santacruceña.

## Sistema de competición
El torneo de la Primera División está conformado en dos partes:
- Fase de clasificación: Se integra por las 16 jornadas del torneo.
- Fase final: Se integra por las semifinales y final.

### Fase de clasificación
En la fase de clasificación se observará el sistema de puntos. La ubicación en la tabla general está sujeta a lo siguiente:
- Por juego ganado se obtendrán tres puntos.
- Por juego empatado se obtendrá un punto.
- Por juego perdido no se otorgan puntos.

En esta fase participan los 12 clubes de la Primera División jugando en dos grupos A y B durante las 16 jornadas respectivas.
El orden de los clubes al final de la fase de calificación del torneo corresponderá a la suma de los puntos obtenidos por cada uno de ellos y se presentará en forma descendente. Si al finalizar las 16 jornadas del torneo, dos o más clubes estuviesen empatados en puntos, su posición en la tabla general será determinada atendiendo a los siguientes criterios de desempate:
1. Mayor diferencia positiva general de goles. Este resultado se obtiene mediante la sumatoria de los goles anotados a todos los rivales, en cada campeonato menos los goles recibidos de estos.
2. Mayor cantidad de goles a favor, anotados a todos los rivales dentro de la misma competencia.
3. Mejor puntuación particular que hayan conseguido en las confrontaciones particulares entre ellos mismos.
4. Mayor diferencia positiva particular de goles, la cual se obtiene sumando los goles de los equipos empatados y restándole los goles recibidos.
5. Mayor cantidad de goles a favor que hayan conseguido en las confrontaciones entre ellos mismos.
6. Como última alternativa, la UNAFUT realizaría un sorteo para el desempate.

### Fase final
Los cuatro clubes calificados para esta fase del torneo serán reubicados de acuerdo con el lugar que ocupen en la tabla general al término de la jornada 16, con el puesto del número uno al club mejor clasificado, y así hasta el segundo por cada grupo. Los partidos a esta fase se desarrollan a visita recíproca, en las siguientes etapas:
- Semifinales
- Final

## Información de los equipos
| Equipo             | Entrenador           | Ciudad                  | Estadio           | Capacidad | Fundación      |
| ------------------ | -------------------- | ----------------------- | ----------------- | --------- | -------------- |
| A. D. Carmelita    | Juan Carlos Arguedas | Santa Bárbara, Heredia  | Carlos Alvarado   | 2 000     | 1948 (57 años) |
| A. D. Ramonense    | Luis Bonilla         | San Ramón, Alajuela     | Guillermo Vargas  | 4 000     | 1953 (53 años) |
| A. D. Santacruceña | Orlando de León      | Santa Cruz, Guanacaste  | Cacique Diriá     | 1 500     | 2003 (2 años)  |
| Brujas F. C.       | Carlos Restrepo      | San José                | Nacional          | 25 100    | 2004 (2 años)  |
| C. S. Cartaginés   | Ronald Mora          | Cartago                 | "Fello" Meza      | 13 500    | 1906 (99 años) |
| C. S. Herediano    | Carlos Watson        | Heredia                 | Rosabal Cordero   | 8 721     | 1921 (84 años) |
| Deportivo Saprissa | Hernán Medford       | Tibás, San José         | Ricardo Saprissa  | 23 112    | 1935 (70 años) |
| L. D. Alajuelense  | Rolando Villalobos   | Alajuela                | Morera Soto       | 17 895    | 1919 (86 años) |
| Liberia            | Juan Diego Quesada   | Liberia, Guanacaste     | Edgardo Baltodano | 5 797     | 1977 (28 años) |
| Pérez Zeledón      | Johnny Chaves        | Pérez Zeledón, San José | Pérez Zeledón     | 6 100     | 1991 (14 años) |
| Puntarenas F. C.   | Luis Diego Arnáez    | Puntarenas              | "Lito" Pérez      | 4 105     | 2004 (1 años)  |
| Santos de Guápiles | Daniel Casas         | Guápiles, Limón         | Ebal Rodríguez    | 4 500     | 1961 (44 años) |

### Equipos por provincia
| Saprissa Herediano Carmelita Brujas Alajuelense Ramonense Santacruceña Pérez Zeledón Cartaginés Puntarenas Santos Liberia |

| Provincia  | N.º | Equipos                                 |
| ---------- | --- | --------------------------------------- |
| San José   | 3   | Deportivo Saprissa Brujas Pérez Zeledón |
| Alajuela   | 2   | Alajuelense Ramonense                   |
| Heredia    | 2   | Herediano Carmelita                     |
| Guanacaste | 2   | Liberia Santacruceña                    |
| Limón      | 1   | Santos de Guápiles                      |
| Cartago    | 1   | Cartaginés                              |
| Puntarenas | 1   | Puntarenas                              |

### Ascenso y descenso
| a la Segunda División |
| --------------------- |
| Belén F. C.           |

| a la Primera División |
| --------------------- |
| A. D. Santacruceña    |

## Torneo de Apertura

### Tabla de posiciones

#### Grupo A
| Pos. | Equipo             | Pts. | PJ | PG | PE | PP | GF | GC | Dif. |
| ---- | ------------------ | ---- | -- | -- | -- | -- | -- | -- | ---- |
| 1.º  | L. D. Alajuelense  | 32   | 16 | 9  | 5  | 2  | 29 | 9  | 20   |
| 2.º  | Puntarenas F. C.   | 28   | 16 | 8  | 4  | 4  | 23 | 15 | 8    |
| 3.º  | C. S. Herediano    | 28   | 16 | 8  | 4  | 4  | 23 | 16 | 7    |
| 4.º  | A. D. Santacruceña | 20   | 16 | 6  | 2  | 8  | 17 | 19 | −2   |
| 5.º  | Liberia            | 8    | 16 | 2  | 2  | 12 | 9  | 33 | −24  |
| 6.º  | A. D. Ramonense    | 3    | 16 | 0  | 3  | 13 | 7  | 32 | −25  |

|  | Clasifica a las semifinales |

#### Grupo B
| Pos. | Equipo             | Pts. | PJ | PG | PE | PP | GF | GC | Dif. |
| ---- | ------------------ | ---- | -- | -- | -- | -- | -- | -- | ---- |
| 1.º  | Deportivo Saprissa | 37   | 16 | 11 | 4  | 1  | 28 | 12 | 16   |
| 2.º  | Pérez Zeledón      | 26   | 16 | 7  | 5  | 4  | 21 | 18 | 3    |
| 3.º  | C. S. Cartaginés   | 25   | 16 | 7  | 4  | 5  | 30 | 22 | 8    |
| 4.º  | Brujas F. C.       | 25   | 16 | 6  | 7  | 3  | 16 | 12 | 4    |
| 5.º  | Santos de Guápiles | 21   | 16 | 5  | 6  | 5  | 22 | 23 | −1   |
| 6.º  | A. D. Carmelita    | 10   | 16 | 2  | 4  | 10 | 11 | 25 | −14  |

|  | Clasifica a las semifinales |

### Resumen de resultados
| Local / Visita     | ADC   | ADR   | STC   | BRU   | CSC   | CSH   | SAP   | LDA   | LIB   | MPZ   | PFC   | SAN   |
| ------------------ | ----- | ----- | ----- | ----- | ----- | ----- | ----- | ----- | ----- | ----- | ----- | ----- |
| A. D. Carmelita    |       | 2 - 1 |       | 1 - 1 | 0 - 3 |       | 0 - 2 | 1 - 1 |       | 1 - 1 |       | 1 - 2 |
| A. D. Ramonense    |       |       | 2 - 2 | 0 - 2 | 0 - 0 | 0 - 3 |       | 0 - 3 | 0 - 1 |       | 2 - 3 | 1 - 2 |
| A. D. Santacruceña | 2 - 0 | 1 - 0 |       |       |       | 1 - 0 | 1 - 2 | 0 - 3 | 1 - 0 | 1 - 2 | 0 - 1 |       |
| Brujas F. C.       | 1 - 0 |       | 1 - 0 |       | 1 - 2 | 0 - 0 | 0 - 1 | 0 - 0 | 0 - 1 | 1 - 0 |       | 2 - 2 |
| C. S. Cartaginés   | 4 - 2 |       | 1 - 0 | 1 - 2 |       |       | 0 - 1 | 3 - 2 | 5 - 1 | 0 - 1 | 1 - 3 | 3 - 1 |
| C. S. Herediano    | 1 - 0 | 2 - 0 | 3 - 2 |       | 3 - 2 |       | 0 - 1 | 1 - 2 | 2 - 1 | 4 - 0 | 1 - 1 |       |
| Deportivo Saprissa | 1 - 1 | 2 - 0 |       | 3 - 4 | 1 - 1 |       |       |       |       | 3 - 0 | 2 - 1 | 3 - 0 |
| L. D. Alajuelense  |       | 2 - 0 | 0 - 0 |       |       | 4 - 0 | 1 - 1 |       | 4 - 0 | 1 - 0 | 1 - 0 | 0 - 0 |
| Liberia            | 0 - 1 | 0 - 0 | 0 - 2 |       |       | 0 - 1 | 0 - 1 | 2 - 5 |       |       | 1 - 1 |       |
| Pérez Zeledón      | 2 - 1 | 3 - 0 |       | 1 - 1 | 2 - 2 |       | 1 - 1 |       | 4 - 1 |       | 1 - 0 | 2 - 0 |
| Puntarenas F. C.   | 1 - 0 | 4 - 1 | 2 - 1 | 0 - 0 |       | 1 - 1 |       | 1 - 0 | 3 - 1 |       |       |       |
| Santos de Guápiles | 2 - 0 |       | 2 - 3 | 0 - 0 | 2 - 2 | 1 - 1 | 2 - 3 |       | 3 - 0 | 1 - 1 | 2 - 1 |       |

|  | Victoria del equipo local     |
|  | Empate                        |
|  | Victoria del equipo visitante |

### Fase final
|  | Semifinales                                              | Semifinales                                              | Semifinales                                              | Semifinales                                              |   |       | Final                                          | Final                                          | Final                                          | Final                                          |  |
|  | 11 / 23 de diciembre (ida) 17 / 26 de diciembre (vuelta) | 11 / 23 de diciembre (ida) 17 / 26 de diciembre (vuelta) | 11 / 23 de diciembre (ida) 17 / 26 de diciembre (vuelta) | 11 / 23 de diciembre (ida) 17 / 26 de diciembre (vuelta) |   |       | 28 de diciembre (ida) 30 de diciembre (vuelta) | 28 de diciembre (ida) 30 de diciembre (vuelta) | 28 de diciembre (ida) 30 de diciembre (vuelta) | 28 de diciembre (ida) 30 de diciembre (vuelta) |  |
|  |                                                          |                                                          |                                                          |                                                          |   |       |                                                |                                                |                                                |                                                |  |
|  |                                                          |                                                          |                                                          |                                                          |   |       |                                                |                                                |                                                |                                                |  |
|  | 1° B                                                     | Deportivo Saprissa                                       | 0                                                        | 4                                                        |   |       |                                                |                                                |                                                |                                                |  |
|  | 1° B                                                     | Deportivo Saprissa                                       | 0                                                        | 4                                                        |   |       |                                                |                                                |                                                |                                                |  |
|  | 2° A                                                     | Puntarenas F. C.                                         | 2                                                        | 1                                                        |   |       |                                                |                                                |                                                |                                                |  |
|  | 2° A                                                     | Puntarenas F. C.                                         | 2                                                        | 1                                                        |   | F1    | Deportivo Saprissa                             | 1                                              | 1 (4)                                          |                                                |  |
|  |                                                          |                                                          |                                                          |                                                          |   | F1    | Deportivo Saprissa                             | 1                                              | 1 (4)                                          |                                                |  |
|  |                                                          |                                                          | F2                                                       | Pérez Zeledón                                            | 1 | 1 (2) |                                                |                                                |                                                |                                                |  |
|  | 1° A                                                     | L. D. Alajuelense                                        | F2                                                       | Pérez Zeledón                                            | 1 | 1 (2) | 0                                              | 1 (4)                                          |                                                |                                                |  |
|  | 1° A                                                     | L. D. Alajuelense                                        |                                                          |                                                          |   |       | 0                                              | 1 (4)                                          |                                                |                                                |  |
|  | 2° B                                                     | Pérez Zeledón                                            | 1                                                        | 0 (5)                                                    |   |       |                                                |                                                |                                                |                                                |  |
|  | 2° B                                                     | Pérez Zeledón                                            | 1                                                        | 0 (5)                                                    |   |       |                                                |                                                |                                                |                                                |  |
|  |                                                          |                                                          |                                                          |                                                          |   |       |                                                |                                                |                                                |                                                |  |

### Semifinales

#### Alajuelense - Pérez Zeledón
| 11 de diciembre de 2005, 16:00 | Pérez Zeledón                                  | 1:0 (1:0) | L. D. Alajuelense | Estadio Municipal, Pérez Zeledón, San José |                          |
|                                | - Alexánder Madrigal 45+4' (Freddy Fernández ) | Reporte   |                   | Árbitro(s): Vinicio Mena                   | Árbitro(s): Vinicio Mena |

| 17 de diciembre de 2005, 20:00 | L. D. Alajuelense               | 1:0 (1:0, 1:0) (4:5 p.) | Pérez Zeledón | Estadio Morera Soto, Alajuela |                            |
|                                | - Alexánder Madrigal 33' (a.g.) | Reporte                 |               | Árbitro(s): Luis Rodríguez    | Árbitro(s): Luis Rodríguez |

#### Saprissa - Puntarenas
| 23 de diciembre de 2005, 12:00 | Puntarenas F. C.                                            | 2:0 (1:0) | Deportivo Saprissa | Estadio "Lito" Pérez, Puntarenas |                            |
|                                | - Mario Víquez 20' (pen.) - Max Sánchez 80' (Kevin Sancho ) | Reporte   |                    | Árbitro(s): Wálter Quesada       | Árbitro(s): Wálter Quesada |

| 26 de diciembre de 2005, 20:00 | Deportivo Saprissa                                                                                                | 4:1 (2:1) | Puntarenas F. C.                     | Estadio Ricardo Saprissa, Tibás, San José |                         |
|                                | - Walter Centeno 20' (Gómez ) 84' (t.l.) - Christian Bolaños 40' (Gómez ) - Alonso Solís 46' (Christian Bolaños ) | Reporte   | - Kurt Bernard 9' (Vicente Rosella ) | Árbitro(s): Édgar Durán                   | Árbitro(s): Édgar Durán |

### Final

#### Saprissa - Pérez Zeledón
| 28 de diciembre de 2005, 20:00 | Pérez Zeledón                        | 1:1 (0:1) | Deportivo Saprissa                    | Estadio Municipal, Pérez Zeledón, San José |                            |
|                                | - Bill González 69' (Ricardo Steer ) | Reporte   | - Gerald Drummond 40' (Andrés Núñez ) | Árbitro(s): Luis Rodríguez                 | Árbitro(s): Luis Rodríguez |

| 30 de diciembre de 2005, 20:00 | Deportivo Saprissa                                                                | 1:1 (0:1, 1:1) (4:2 p.)    | Pérez Zeledón                                                       | Estadio Ricardo Saprissa, Tibás, San José |                         |
|                                | - Rónald Gómez 90+8' (pen.)                                                       | Reporte                    | - Kenny Cunningham 26'                                              | Árbitro(s): Édgar Durán                   | Árbitro(s): Édgar Durán |
|                                |                                                                                   | Tiros desde el punto penal |                                                                     |                                           |                         |
|                                | - Walter Centeno - Reynaldo Parks - Randall Azofeifa - Try Benneth - Rónald Gómez |                            | - Freddy Fernández - Ricardo Steer - Jairo Esquivel - Bill González |                                           |                         |

#### Final - ida
| 26    | POR   | Dexter Lewis       |     |
| 8     | DEF   | Jairo Esquivel     |     |
| 18    | DEF   | Freddy Fernández   |     |
| 3     | DEF   | Alexánder Madrigal |     |
| 6     | DEF   | Alexander Calvo    |     |
| 9     | MED   | Anthony Calvo      |     |
| 11    | MED   | Géiner Segura      |     |
| 16    | MED   | Jessfry Valverde   | 58' |
| 20    | MED   | Diego Quesada      | 46' |
| 10    | DEL   | Windell Gabriel    | 67' |
| 17    | DEL   | Ricardo Steer      |     |
| D. T. | D. T. | Johnny Chaves      |     |

| 35    | POR   | José Francisco Porras  |     |
| 14    | DEF   | Andrés Núñez           |     |
| 29    | DEF   | Juan Bautista Esquivel | 46' |
| 3     | DEF   | Víctor Cordero         |     |
| 18    | DEF   | Jervis Drummond        | 85' |
| 5     | MED   | Jody Stewart           |     |
| 15    | MED   | Saúl Phillips          |     |
| 17    | MED   | José Luis López        |     |
| 6     | MED   | José Francisco Alfaro  | 74' |
| 9     | DEL   | Pablo Brenes           |     |
| 26    | DEL   | Gerald Drummond        |     |
| D. T. | D. T. | Hernán Medford         |     |

| 23 | Delantero      | Bill González    | 46' |
|    | Delantero      | Luis Arango      | 58' |
| 29 | Centrocampista | Kenny Cunningham | 67' |

| 22 | Centrocampista | José Pablo Fonseca | 46' |
| 2  | Centrocampista | Christian Bolaños  | 74' |
| 27 | Delantero      | Óscar Seravalli    | 85' |

| 69' | Bill González | 1:1 |

| 40' | Gerald Drummond | 0:1 |

| Principal  | Luis Rodríguez     |
| Asistentes | Leonel Leal        |
|            | Alejandro Azofeifa |

| 26    | POR   | Dexter Lewis       |     |
| 8     | DEF   | Jairo Esquivel     |     |
| 18    | DEF   | Freddy Fernández   |     |
| 3     | DEF   | Alexánder Madrigal |     |
| 6     | DEF   | Alexander Calvo    |     |
| 9     | MED   | Anthony Calvo      |     |
| 11    | MED   | Géiner Segura      |     |
| 16    | MED   | Jessfry Valverde   | 58' |
| 20    | MED   | Diego Quesada      | 46' |
| 10    | DEL   | Windell Gabriel    | 67' |
| 17    | DEL   | Ricardo Steer      |     |
| D. T. | D. T. | Johnny Chaves      |     |

| 35    | POR   | José Francisco Porras  |     |
| 14    | DEF   | Andrés Núñez           |     |
| 29    | DEF   | Juan Bautista Esquivel | 46' |
| 3     | DEF   | Víctor Cordero         |     |
| 18    | DEF   | Jervis Drummond        | 85' |
| 5     | MED   | Jody Stewart           |     |
| 15    | MED   | Saúl Phillips          |     |
| 17    | MED   | José Luis López        |     |
| 6     | MED   | José Francisco Alfaro  | 74' |
| 9     | DEL   | Pablo Brenes           |     |
| 26    | DEL   | Gerald Drummond        |     |
| D. T. | D. T. | Hernán Medford         |     |

| 23 | Delantero      | Bill González    | 46' |
|    | Delantero      | Luis Arango      | 58' |
| 29 | Centrocampista | Kenny Cunningham | 67' |

| 22 | Centrocampista | José Pablo Fonseca | 46' |
| 2  | Centrocampista | Christian Bolaños  | 74' |
| 27 | Delantero      | Óscar Seravalli    | 85' |

| 69' | Bill González | 1:1 |

| 40' | Gerald Drummond | 0:1 |

| Principal  | Luis Rodríguez     |
| Asistentes | Leonel Leal        |
|            | Alejandro Azofeifa |

| 26    | POR   | Dexter Lewis       |     |
| 8     | DEF   | Jairo Esquivel     |     |
| 18    | DEF   | Freddy Fernández   |     |
| 3     | DEF   | Alexánder Madrigal |     |
| 6     | DEF   | Alexander Calvo    |     |
| 9     | MED   | Anthony Calvo      |     |
| 11    | MED   | Géiner Segura      |     |
| 16    | MED   | Jessfry Valverde   | 58' |
| 20    | MED   | Diego Quesada      | 46' |
| 10    | DEL   | Windell Gabriel    | 67' |
| 17    | DEL   | Ricardo Steer      |     |
| D. T. | D. T. | Johnny Chaves      |     |

| 35    | POR   | José Francisco Porras  |     |
| 14    | DEF   | Andrés Núñez           |     |
| 29    | DEF   | Juan Bautista Esquivel | 46' |
| 3     | DEF   | Víctor Cordero         |     |
| 18    | DEF   | Jervis Drummond        | 85' |
| 5     | MED   | Jody Stewart           |     |
| 15    | MED   | Saúl Phillips          |     |
| 17    | MED   | José Luis López        |     |
| 6     | MED   | José Francisco Alfaro  | 74' |
| 9     | DEL   | Pablo Brenes           |     |
| 26    | DEL   | Gerald Drummond        |     |
| D. T. | D. T. | Hernán Medford         |     |

| 23 | Delantero      | Bill González    | 46' |
|    | Delantero      | Luis Arango      | 58' |
| 29 | Centrocampista | Kenny Cunningham | 67' |

| 22 | Centrocampista | José Pablo Fonseca | 46' |
| 2  | Centrocampista | Christian Bolaños  | 74' |
| 27 | Delantero      | Óscar Seravalli    | 85' |

| 69' | Bill González | 1:1 |

| 40' | Gerald Drummond | 0:1 |

| Principal  | Luis Rodríguez     |
| Asistentes | Leonel Leal        |
|            | Alejandro Azofeifa |

| 26    | POR   | Dexter Lewis       |     |
| 8     | DEF   | Jairo Esquivel     |     |
| 18    | DEF   | Freddy Fernández   |     |
| 3     | DEF   | Alexánder Madrigal |     |
| 6     | DEF   | Alexander Calvo    |     |
| 9     | MED   | Anthony Calvo      |     |
| 11    | MED   | Géiner Segura      |     |
| 16    | MED   | Jessfry Valverde   | 58' |
| 20    | MED   | Diego Quesada      | 46' |
| 10    | DEL   | Windell Gabriel    | 67' |
| 17    | DEL   | Ricardo Steer      |     |
| D. T. | D. T. | Johnny Chaves      |     |

| 35    | POR   | José Francisco Porras  |     |
| 14    | DEF   | Andrés Núñez           |     |
| 29    | DEF   | Juan Bautista Esquivel | 46' |
| 3     | DEF   | Víctor Cordero         |     |
| 18    | DEF   | Jervis Drummond        | 85' |
| 5     | MED   | Jody Stewart           |     |
| 15    | MED   | Saúl Phillips          |     |
| 17    | MED   | José Luis López        |     |
| 6     | MED   | José Francisco Alfaro  | 74' |
| 9     | DEL   | Pablo Brenes           |     |
| 26    | DEL   | Gerald Drummond        |     |
| D. T. | D. T. | Hernán Medford         |     |

| 23 | Delantero      | Bill González    | 46' |
|    | Delantero      | Luis Arango      | 58' |
| 29 | Centrocampista | Kenny Cunningham | 67' |

| 22 | Centrocampista | José Pablo Fonseca | 46' |
| 2  | Centrocampista | Christian Bolaños  | 74' |
| 27 | Delantero      | Óscar Seravalli    | 85' |

| 69' | Bill González | 1:1 |

| 40' | Gerald Drummond | 0:1 |

| Principal  | Luis Rodríguez     |
| Asistentes | Leonel Leal        |
|            | Alejandro Azofeifa |

#### Final - vuelta
| 35    | POR   | José Francisco Porras |     |
| 23    | DEF   | Try Benneth           |     |
| 16    | DEF   | Gabriel Badilla       |     |
| 4     | DEF   | Ronald González       | 76' |
| 21    | DEF   | Reynaldo Parks        |     |
| 2     | MED   | Christian Bolaños     |     |
| 19    | MED   | Randall Azofeifa      |     |
| 8     | MED   | Walter Centeno        |     |
| 10    | DEL   | Alonso Solís          | 57' |
| 11    | DEL   | Rónald Gómez          |     |
| 30    | DEL   | Allan Alemán          | 61' |
| D. T. | D. T. | Hernán Medford        |     |

| 26    | POR   | Dexter Lewis     |     |
| 8     | DEF   | Jairo Esquivel   |     |
| 18    | DEF   | Freddy Fernández |     |
| 6     | DEF   | Alexander Calvo  |     |
| 12    | DEF   | Daniel Alvarado  |     |
| 7     | MED   | Keylor Quesada   |     |
| 11    | MED   | Géiner Segura    |     |
| 9     | MED   | Anthony Calvo    | 57' |
| 29    | MED   | Kenny Cunningham | 66' |
| 5     | DEL   | Luis Lara        | 80' |
| 17    | DEL   | Ricardo Steer    |     |
| D. T. | D. T. | Johnny Chaves    |     |

| 26 | Delantero      | Gerald Drummond | 57' |
| 9  | Centrocampista | Pablo Brenes    | 61' |
| 17 | Centrocampista | José Luis López | 76' |

| 3  | Defensa   | Alexánder Madrigal | 57' |
| 4  | Defensa   | Raúl Fernández     | 66' |
| 23 | Delantero | Bill González      | 80' |

| 90+8' | Rónald Gómez | 1:1 |

| 26' | Kenny Cunningham | 0:1 |

| Sí · Sí · Sí · No · Sí | Walter Centeno Reynaldo Parks Randall Azofeifa Try Benneth Rónald Gómez | 1:0 2:0 3:1 3:2 4:2 |

| No · Sí · Sí · No | Freddy Fernández Ricardo Steer Jairo Esquivel Bill González | 1:0 2:1 3:2 |

| 99' | Daniel Alvarado |

| Principal  | Édgar Durán  |
| Asistentes | Luis Román   |
|            | Osvaldo Luna |

| 35    | POR   | José Francisco Porras |     |
| 23    | DEF   | Try Benneth           |     |
| 16    | DEF   | Gabriel Badilla       |     |
| 4     | DEF   | Ronald González       | 76' |
| 21    | DEF   | Reynaldo Parks        |     |
| 2     | MED   | Christian Bolaños     |     |
| 19    | MED   | Randall Azofeifa      |     |
| 8     | MED   | Walter Centeno        |     |
| 10    | DEL   | Alonso Solís          | 57' |
| 11    | DEL   | Rónald Gómez          |     |
| 30    | DEL   | Allan Alemán          | 61' |
| D. T. | D. T. | Hernán Medford        |     |

| 26    | POR   | Dexter Lewis     |     |
| 8     | DEF   | Jairo Esquivel   |     |
| 18    | DEF   | Freddy Fernández |     |
| 6     | DEF   | Alexander Calvo  |     |
| 12    | DEF   | Daniel Alvarado  |     |
| 7     | MED   | Keylor Quesada   |     |
| 11    | MED   | Géiner Segura    |     |
| 9     | MED   | Anthony Calvo    | 57' |
| 29    | MED   | Kenny Cunningham | 66' |
| 5     | DEL   | Luis Lara        | 80' |
| 17    | DEL   | Ricardo Steer    |     |
| D. T. | D. T. | Johnny Chaves    |     |

| 26 | Delantero      | Gerald Drummond | 57' |
| 9  | Centrocampista | Pablo Brenes    | 61' |
| 17 | Centrocampista | José Luis López | 76' |

| 3  | Defensa   | Alexánder Madrigal | 57' |
| 4  | Defensa   | Raúl Fernández     | 66' |
| 23 | Delantero | Bill González      | 80' |

| 90+8' | Rónald Gómez | 1:1 |

| 26' | Kenny Cunningham | 0:1 |

| Sí · Sí · Sí · No · Sí | Walter Centeno Reynaldo Parks Randall Azofeifa Try Benneth Rónald Gómez | 1:0 2:0 3:1 3:2 4:2 |

| No · Sí · Sí · No | Freddy Fernández Ricardo Steer Jairo Esquivel Bill González | 1:0 2:1 3:2 |

| 99' | Daniel Alvarado |

| Principal  | Édgar Durán  |
| Asistentes | Luis Román   |
|            | Osvaldo Luna |

| 35    | POR   | José Francisco Porras |     |
| 23    | DEF   | Try Benneth           |     |
| 16    | DEF   | Gabriel Badilla       |     |
| 4     | DEF   | Ronald González       | 76' |
| 21    | DEF   | Reynaldo Parks        |     |
| 2     | MED   | Christian Bolaños     |     |
| 19    | MED   | Randall Azofeifa      |     |
| 8     | MED   | Walter Centeno        |     |
| 10    | DEL   | Alonso Solís          | 57' |
| 11    | DEL   | Rónald Gómez          |     |
| 30    | DEL   | Allan Alemán          | 61' |
| D. T. | D. T. | Hernán Medford        |     |

| 26    | POR   | Dexter Lewis     |     |
| 8     | DEF   | Jairo Esquivel   |     |
| 18    | DEF   | Freddy Fernández |     |
| 6     | DEF   | Alexander Calvo  |     |
| 12    | DEF   | Daniel Alvarado  |     |
| 7     | MED   | Keylor Quesada   |     |
| 11    | MED   | Géiner Segura    |     |
| 9     | MED   | Anthony Calvo    | 57' |
| 29    | MED   | Kenny Cunningham | 66' |
| 5     | DEL   | Luis Lara        | 80' |
| 17    | DEL   | Ricardo Steer    |     |
| D. T. | D. T. | Johnny Chaves    |     |

| 26 | Delantero      | Gerald Drummond | 57' |
| 9  | Centrocampista | Pablo Brenes    | 61' |
| 17 | Centrocampista | José Luis López | 76' |

| 3  | Defensa   | Alexánder Madrigal | 57' |
| 4  | Defensa   | Raúl Fernández     | 66' |
| 23 | Delantero | Bill González      | 80' |

| 90+8' | Rónald Gómez | 1:1 |

| 26' | Kenny Cunningham | 0:1 |

| Sí · Sí · Sí · No · Sí | Walter Centeno Reynaldo Parks Randall Azofeifa Try Benneth Rónald Gómez | 1:0 2:0 3:1 3:2 4:2 |

| No · Sí · Sí · No | Freddy Fernández Ricardo Steer Jairo Esquivel Bill González | 1:0 2:1 3:2 |

| 99' | Daniel Alvarado |

| Principal  | Édgar Durán  |
| Asistentes | Luis Román   |
|            | Osvaldo Luna |

| 35    | POR   | José Francisco Porras |     |
| 23    | DEF   | Try Benneth           |     |
| 16    | DEF   | Gabriel Badilla       |     |
| 4     | DEF   | Ronald González       | 76' |
| 21    | DEF   | Reynaldo Parks        |     |
| 2     | MED   | Christian Bolaños     |     |
| 19    | MED   | Randall Azofeifa      |     |
| 8     | MED   | Walter Centeno        |     |
| 10    | DEL   | Alonso Solís          | 57' |
| 11    | DEL   | Rónald Gómez          |     |
| 30    | DEL   | Allan Alemán          | 61' |
| D. T. | D. T. | Hernán Medford        |     |

| 26    | POR   | Dexter Lewis     |     |
| 8     | DEF   | Jairo Esquivel   |     |
| 18    | DEF   | Freddy Fernández |     |
| 6     | DEF   | Alexander Calvo  |     |
| 12    | DEF   | Daniel Alvarado  |     |
| 7     | MED   | Keylor Quesada   |     |
| 11    | MED   | Géiner Segura    |     |
| 9     | MED   | Anthony Calvo    | 57' |
| 29    | MED   | Kenny Cunningham | 66' |
| 5     | DEL   | Luis Lara        | 80' |
| 17    | DEL   | Ricardo Steer    |     |
| D. T. | D. T. | Johnny Chaves    |     |

| 26 | Delantero      | Gerald Drummond | 57' |
| 9  | Centrocampista | Pablo Brenes    | 61' |
| 17 | Centrocampista | José Luis López | 76' |

| 3  | Defensa   | Alexánder Madrigal | 57' |
| 4  | Defensa   | Raúl Fernández     | 66' |
| 23 | Delantero | Bill González      | 80' |

| 90+8' | Rónald Gómez | 1:1 |

| 26' | Kenny Cunningham | 0:1 |

| Sí · Sí · Sí · No · Sí | Walter Centeno Reynaldo Parks Randall Azofeifa Try Benneth Rónald Gómez | 1:0 2:0 3:1 3:2 4:2 |

| No · Sí · Sí · No | Freddy Fernández Ricardo Steer Jairo Esquivel Bill González | 1:0 2:1 3:2 |

| 99' | Daniel Alvarado |

| Principal  | Édgar Durán  |
| Asistentes | Luis Román   |
|            | Osvaldo Luna |

## Torneo de Clausura

### Tabla de posiciones

#### Grupo A
| Pos. | Equipo             | Pts. | PJ | PG | PE | PP | GF | GC | Dif. |
| ---- | ------------------ | ---- | -- | -- | -- | -- | -- | -- | ---- |
| 1.º  | Puntarenas F. C.   | 37   | 16 | 11 | 4  | 1  | 29 | 12 | 17   |
| 2.º  | Deportivo Saprissa | 33   | 16 | 10 | 3  | 3  | 22 | 16 | 6    |
| 3.º  | Liberia            | 32   | 16 | 10 | 2  | 4  | 28 | 18 | 10   |
| 4.º  | C. S. Herediano    | 23   | 16 | 7  | 2  | 7  | 19 | 18 | 1    |
| 5.º  | A. D. Ramonense    | 19   | 16 | 6  | 1  | 9  | 16 | 19 | −3   |
| 6.º  | A. D. Santacruceña | 7    | 16 | 2  | 1  | 13 | 9  | 29 | −20  |

|  | Clasifica a las semifinales |

#### Grupo B
| Pos. | Equipo             | Pts. | PJ | PG | PE | PP | GF | GC | Dif. |
| ---- | ------------------ | ---- | -- | -- | -- | -- | -- | -- | ---- |
| 1.º  | Brujas F. C.       | 24   | 16 | 7  | 3  | 6  | 19 | 17 | 2    |
| 2.º  | L. D. Alajuelense  | 23   | 16 | 7  | 2  | 7  | 20 | 15 | 5    |
| 3.º  | Pérez Zeledón      | 22   | 16 | 6  | 4  | 6  | 20 | 16 | 4    |
| 4.º  | A. D. Carmelita    | 19   | 16 | 5  | 4  | 7  | 18 | 19 | −1   |
| 5.º  | C. S. Cartaginés   | 17   | 16 | 4  | 5  | 7  | 15 | 22 | −7   |
| 6.º  | Santos de Guápiles | 15   | 16 | 4  | 3  | 9  | 15 | 29 | −14  |

|  | Clasifica a las semifinales |

### Tabla acumulada de la temporada
| Pos. | Equipo             | Pts. | PJ | PG | PE | PP | GF | GC | Dif. |
| ---- | ------------------ | ---- | -- | -- | -- | -- | -- | -- | ---- |
| 1.º  | Deportivo Saprissa | 70   | 32 | 21 | 7  | 4  | 50 | 28 | 22   |
| 2.º  | Puntarenas F. C.   | 65   | 32 | 19 | 8  | 5  | 52 | 27 | 25   |
| 3.º  | L. D. Alajuelense  | 55   | 32 | 16 | 7  | 9  | 49 | 24 | 25   |
| 4.º  | C. S. Herediano    | 51   | 32 | 15 | 6  | 11 | 42 | 34 | 8    |
| 5.º  | Brujas F. C.       | 49   | 32 | 13 | 10 | 9  | 35 | 29 | 6    |
| 6.º  | Pérez Zeledón      | 48   | 32 | 13 | 9  | 10 | 41 | 34 | 7    |
| 7.º  | C. S. Cartaginés   | 42   | 32 | 11 | 9  | 12 | 45 | 44 | 1    |
| 8.º  | Liberia            | 40   | 32 | 12 | 4  | 16 | 37 | 51 | −14  |
| 9.º  | Santos de Guápiles | 36   | 32 | 9  | 9  | 14 | 37 | 52 | −15  |
| 10.º | A. D. Carmelita    | 29   | 32 | 7  | 8  | 17 | 29 | 44 | −15  |
| 11.º | A. D. Santacruceña | 27   | 32 | 8  | 3  | 21 | 26 | 48 | −22  |
| 12.º | A. D. Ramonense    | 22   | 32 | 6  | 4  | 22 | 23 | 51 | −28  |

|  | Clasificado para la Copa Interclubes de la UNCAF 2006 |
|  | Descendido a Segunda División                         |

### Resumen de resultados
| Local / Visita     | ADC   | ADR   | STC   | BRU   | CSC   | CSH   | SAP   | LDA   | LIB   | MPZ   | PFC   | SAN   |
| ------------------ | ----- | ----- | ----- | ----- | ----- | ----- | ----- | ----- | ----- | ----- | ----- | ----- |
| A. D. Carmelita    |       |       | 1 - 0 | 2 - 0 | 1 - 1 | 1 - 2 |       | 0 - 3 | 2 - 0 | 0 - 1 | 1 - 2 | 5 - 2 |
| A. D. Ramonense    | 0 - 1 |       | 3 - 1 |       |       | 3 - 2 | 0 - 1 | 1 - 0 | 0 - 2 | 1 - 1 | 0 - 1 |       |
| A. D. Santacruceña |       | 0 - 1 |       | 1 - 2 | 2 - 0 | 2 - 0 | 1 - 2 |       | 1 - 2 |       | 0 - 0 | 0 - 2 |
| Brujas F. C.       | 0 - 0 | 0 - 1 |       |       | 1 - 1 |       |       | 2 - 1 |       | 1 - 0 | 1 - 1 | 0 - 1 |
| C. S. Cartaginés   | 2 - 1 | 2 - 1 |       | 0 - 1 |       | 0 - 2 |       | 1 - 0 |       | 2 - 0 |       | 0 - 0 |
| C. S. Herediano    |       | 1 - 0 | 2 - 0 | 1 - 0 |       |       | 0 - 1 |       | 2 - 0 |       | 2 - 2 | 2 - 0 |
| Deportivo Saprissa | 1 - 1 | 1 - 1 | 2 - 1 | 2 - 0 | 1 - 1 | 0 - 0 |       | 0 - 0 | 1 - 0 |       | 2 - 1 |       |
| L. D. Alajuelense  | 2 - 1 |       | 1 - 0 | 1 - 3 | 2 - 1 | 1 - 0 |       |       | 1 - 2 | 3 - 0 |       | 3 - 0 |
| Liberia            |       | 1 - 0 | 3 - 0 | 5 - 3 | 1 - 1 | 4 - 1 | 2 - 1 |       |       | 2 - 1 | 0 - 1 | 2 - 1 |
| Pérez Zeledón      | 1 - 1 |       | 5 - 0 | 0 - 1 | 2 - 0 | 2 - 1 | 2 - 1 | 1 - 1 |       |       |       | 3 - 0 |
| Puntarenas F. C.   |       | 2 - 0 | 3 - 0 |       | 3 - 0 | 2 - 1 | 3 - 0 | 1 - 0 | 2 - 2 | 2 - 1 |       | 3 - 1 |
| Santos de Guápiles | 2 - 0 | 1 - 2 |       | 0 - 4 | 2 - 2 |       | 1 - 2 | 2 - 1 |       | 0 - 0 |       |       |

|  | Victoria del equipo local     |
|  | Empate                        |
|  | Victoria del equipo visitante |

### Fase final
|  | Semifinales                              | Semifinales                              | Semifinales                              | Semifinales                              |   |    | Final                                  | Final                                  | Final                                  | Final                                  |  |
|  | 5 / 6 de abril (ida) 9 de abril (vuelta) | 5 / 6 de abril (ida) 9 de abril (vuelta) | 5 / 6 de abril (ida) 9 de abril (vuelta) | 5 / 6 de abril (ida) 9 de abril (vuelta) |   |    | 17 de abril (ida) 22 de abril (vuelta) | 17 de abril (ida) 22 de abril (vuelta) | 17 de abril (ida) 22 de abril (vuelta) | 17 de abril (ida) 22 de abril (vuelta) |  |
|  |                                          |                                          |                                          |                                          |   |    |                                        |                                        |                                        |                                        |  |
|  |                                          |                                          |                                          |                                          |   |    |                                        |                                        |                                        |                                        |  |
|  | 1° B                                     | Brujas F. C.                             | 0                                        | 1                                        |   |    |                                        |                                        |                                        |                                        |  |
|  | 1° B                                     | Brujas F. C.                             | 0                                        | 1                                        |   |    |                                        |                                        |                                        |                                        |  |
|  | 2° A                                     | Deportivo Saprissa                       | 1                                        | 2                                        |   |    |                                        |                                        |                                        |                                        |  |
|  | 2° A                                     | Deportivo Saprissa                       | 1                                        | 2                                        |   | F1 | Deportivo Saprissa                     | 1                                      | 2                                      |                                        |  |
|  |                                          |                                          |                                          |                                          |   | F1 | Deportivo Saprissa                     | 1                                      | 2                                      |                                        |  |
|  |                                          |                                          | F2                                       | L. D. Alajuelense                        | 1 | 1  |                                        |                                        |                                        |                                        |  |
|  | 1° A                                     | Puntarenas F. C.                         | F2                                       | L. D. Alajuelense                        | 1 | 1  | 0                                      | 1                                      |                                        |                                        |  |
|  | 1° A                                     | Puntarenas F. C.                         |                                          |                                          |   |    | 0                                      | 1                                      |                                        |                                        |  |
|  | 2° B                                     | L. D. Alajuelense                        | 2                                        | 1                                        |   |    |                                        |                                        |                                        |                                        |  |
|  | 2° B                                     | L. D. Alajuelense                        | 2                                        | 1                                        |   |    |                                        |                                        |                                        |                                        |  |
|  |                                          |                                          |                                          |                                          |   |    |                                        |                                        |                                        |                                        |  |

### Semifinales

#### Puntarenas - Alajuelense
| 5 de abril de 2006, 20:00 | L. D. Alajuelense                                                       | 2:0 (1:0) | Puntarenas F. C. | Estadio Morera Soto, Alajuela |                             |
|                           | - Luis Marín 42' (Christian Montero ) - Minor Díaz 75' (Carlos Castro ) | Reporte   |                  | Árbitro(s): Édgar Rodríguez   | Árbitro(s): Édgar Rodríguez |

| 9 de abril de 2006, 11:00 | Puntarenas F. C.          | 1:1 (0:0) | L. D. Alajuelense                    | Estadio "Lito" Pérez, Puntarenas |                               |
|                           | - Kurt Bernard 65' (pen.) | Reporte   | - Rolando Fonseca 80' (Pablo Gabas ) | Árbitro(s): Alexandro Jiménez    | Árbitro(s): Alexandro Jiménez |

#### Brujas - Saprissa
| 6 de abril de 2006, 20:00 | Deportivo Saprissa          | 1:0 (0:0) | Brujas F. C. | Estadio Ricardo Saprissa, Tibás, San José |                            |
|                           | - Álvaro Saborío 61' (pen.) | Reporte   |              | Árbitro(s): Randall Poveda                | Árbitro(s): Randall Poveda |

| 9 de abril de 2006, 14:00 | Brujas F. C.                                   | 1:2 (0:0) | Deportivo Saprissa                         | Estadio Nacional, San José |                            |
|                           | - Juan Luis Hernández 90+4' (Leandro Gobatto ) | Reporte   | - Walter Centeno 64' 80' (Álvaro Saborío ) | Árbitro(s): Luis Rodríguez | Árbitro(s): Luis Rodríguez |

### Final

#### Saprissa - Alajuelense
| 17 de abril de 2006, 17:00 | L. D. Alajuelense                   | 1:1 (0:0) | Deportivo Saprissa                   | Estadio Morera Soto, Alajuela |                            |
|                            | - Rolando Fonseca 56' (Minor Díaz ) | Reporte   | - Álvaro Saborío 86' (Rónald Gómez ) | Árbitro(s): Greivin Porras    | Árbitro(s): Greivin Porras |

| 22 de abril de 2006, 20:00 | Deportivo Saprissa                                            | 2:1 (2:1) | L. D. Alajuelense             | Estadio Ricardo Saprissa, Tibás, San José |                          |
|                            | - Walter Centeno 8' (Álvaro Saborío ) 42' (Randall Azofeifa ) | Reporte   | - Carlos Hernández 19' (t.l.) | Árbitro(s): Vinicio Mena                  | Árbitro(s): Vinicio Mena |

#### Final - ida
| 1     | POR   | Wardy Alfaro       |     |
| 28    | DEF   | Pablo Nassar       |     |
| 3     | DEF   | Luis Marín         |     |
| 24    | DEF   | Pablo Chinchilla   |     |
| 22    | DEF   | Carlos Castro      |     |
| 4     | MED   | Christian Montero  |     |
| 12    | MED   | Pablo Gabas        | 56' |
| 9     | MED   | Bryan Ruiz         |     |
| 6     | MED   | Wilmer López       | 82' |
| 7     | DEL   | Rolando Fonseca    |     |
| 21    | DEL   | Minor Díaz         | 87' |
| D. T. | D. T. | Rolando Villalobos |     |

| 35    | POR   | José Francisco Porras |     |
| 3     | DEF   | Víctor Cordero        |     |
| 16    | DEF   | Gabriel Badilla       |     |
| 18    | DEF   | Jervis Drummond       |     |
| 9     | DEF   | Pablo Brenes          | 82' |
| 17    | MED   | José Luis López       | 30' |
| 19    | MED   | Randall Azofeifa      | 72' |
| 8     | MED   | Walter Centeno        |     |
| 2     | MED   | Christian Bolaños     |     |
| 11    | DEL   | Rónald Gómez          |     |
| 24    | DEL   | Álvaro Saborío        |     |
| D. T. | D. T. | Hernán Medford        |     |

| 16 | Centrocampista | Carlos Hernández | 56' |
| 29 | Delantero      | Erick Scott      | 82' |
| 10 | Centrocampista | Pablo Izaguirre  | 87' |

| 15 | Centrocampista | Saúl Phillips   | 30' |
| 26 | Delantero      | Gerald Drummond | 72' |
| 23 | Defensa        | Try Benneth     | 82' |

| 56' | Rolando Fonseca | 1:0 |

| 86' | Álvaro Saborío | 1:1 |

| Principal  | Greivin Porras  |
| Asistentes | Miguel Guadamuz |
|            | Carlos Piedra   |

| 1     | POR   | Wardy Alfaro       |     |
| 28    | DEF   | Pablo Nassar       |     |
| 3     | DEF   | Luis Marín         |     |
| 24    | DEF   | Pablo Chinchilla   |     |
| 22    | DEF   | Carlos Castro      |     |
| 4     | MED   | Christian Montero  |     |
| 12    | MED   | Pablo Gabas        | 56' |
| 9     | MED   | Bryan Ruiz         |     |
| 6     | MED   | Wilmer López       | 82' |
| 7     | DEL   | Rolando Fonseca    |     |
| 21    | DEL   | Minor Díaz         | 87' |
| D. T. | D. T. | Rolando Villalobos |     |

| 35    | POR   | José Francisco Porras |     |
| 3     | DEF   | Víctor Cordero        |     |
| 16    | DEF   | Gabriel Badilla       |     |
| 18    | DEF   | Jervis Drummond       |     |
| 9     | DEF   | Pablo Brenes          | 82' |
| 17    | MED   | José Luis López       | 30' |
| 19    | MED   | Randall Azofeifa      | 72' |
| 8     | MED   | Walter Centeno        |     |
| 2     | MED   | Christian Bolaños     |     |
| 11    | DEL   | Rónald Gómez          |     |
| 24    | DEL   | Álvaro Saborío        |     |
| D. T. | D. T. | Hernán Medford        |     |

| 16 | Centrocampista | Carlos Hernández | 56' |
| 29 | Delantero      | Erick Scott      | 82' |
| 10 | Centrocampista | Pablo Izaguirre  | 87' |

| 15 | Centrocampista | Saúl Phillips   | 30' |
| 26 | Delantero      | Gerald Drummond | 72' |
| 23 | Defensa        | Try Benneth     | 82' |

| 56' | Rolando Fonseca | 1:0 |

| 86' | Álvaro Saborío | 1:1 |

| Principal  | Greivin Porras  |
| Asistentes | Miguel Guadamuz |
|            | Carlos Piedra   |

| 1     | POR   | Wardy Alfaro       |     |
| 28    | DEF   | Pablo Nassar       |     |
| 3     | DEF   | Luis Marín         |     |
| 24    | DEF   | Pablo Chinchilla   |     |
| 22    | DEF   | Carlos Castro      |     |
| 4     | MED   | Christian Montero  |     |
| 12    | MED   | Pablo Gabas        | 56' |
| 9     | MED   | Bryan Ruiz         |     |
| 6     | MED   | Wilmer López       | 82' |
| 7     | DEL   | Rolando Fonseca    |     |
| 21    | DEL   | Minor Díaz         | 87' |
| D. T. | D. T. | Rolando Villalobos |     |

| 35    | POR   | José Francisco Porras |     |
| 3     | DEF   | Víctor Cordero        |     |
| 16    | DEF   | Gabriel Badilla       |     |
| 18    | DEF   | Jervis Drummond       |     |
| 9     | DEF   | Pablo Brenes          | 82' |
| 17    | MED   | José Luis López       | 30' |
| 19    | MED   | Randall Azofeifa      | 72' |
| 8     | MED   | Walter Centeno        |     |
| 2     | MED   | Christian Bolaños     |     |
| 11    | DEL   | Rónald Gómez          |     |
| 24    | DEL   | Álvaro Saborío        |     |
| D. T. | D. T. | Hernán Medford        |     |

| 16 | Centrocampista | Carlos Hernández | 56' |
| 29 | Delantero      | Erick Scott      | 82' |
| 10 | Centrocampista | Pablo Izaguirre  | 87' |

| 15 | Centrocampista | Saúl Phillips   | 30' |
| 26 | Delantero      | Gerald Drummond | 72' |
| 23 | Defensa        | Try Benneth     | 82' |

| 56' | Rolando Fonseca | 1:0 |

| 86' | Álvaro Saborío | 1:1 |

| Principal  | Greivin Porras  |
| Asistentes | Miguel Guadamuz |
|            | Carlos Piedra   |

| 1     | POR   | Wardy Alfaro       |     |
| 28    | DEF   | Pablo Nassar       |     |
| 3     | DEF   | Luis Marín         |     |
| 24    | DEF   | Pablo Chinchilla   |     |
| 22    | DEF   | Carlos Castro      |     |
| 4     | MED   | Christian Montero  |     |
| 12    | MED   | Pablo Gabas        | 56' |
| 9     | MED   | Bryan Ruiz         |     |
| 6     | MED   | Wilmer López       | 82' |
| 7     | DEL   | Rolando Fonseca    |     |
| 21    | DEL   | Minor Díaz         | 87' |
| D. T. | D. T. | Rolando Villalobos |     |

| 35    | POR   | José Francisco Porras |     |
| 3     | DEF   | Víctor Cordero        |     |
| 16    | DEF   | Gabriel Badilla       |     |
| 18    | DEF   | Jervis Drummond       |     |
| 9     | DEF   | Pablo Brenes          | 82' |
| 17    | MED   | José Luis López       | 30' |
| 19    | MED   | Randall Azofeifa      | 72' |
| 8     | MED   | Walter Centeno        |     |
| 2     | MED   | Christian Bolaños     |     |
| 11    | DEL   | Rónald Gómez          |     |
| 24    | DEL   | Álvaro Saborío        |     |
| D. T. | D. T. | Hernán Medford        |     |

| 16 | Centrocampista | Carlos Hernández | 56' |
| 29 | Delantero      | Erick Scott      | 82' |
| 10 | Centrocampista | Pablo Izaguirre  | 87' |

| 15 | Centrocampista | Saúl Phillips   | 30' |
| 26 | Delantero      | Gerald Drummond | 72' |
| 23 | Defensa        | Try Benneth     | 82' |

| 56' | Rolando Fonseca | 1:0 |

| 86' | Álvaro Saborío | 1:1 |

| Principal  | Greivin Porras  |
| Asistentes | Miguel Guadamuz |
|            | Carlos Piedra   |

#### Final - vuelta
| 35    | POR   | José Francisco Porras |     |
| 23    | DEF   | Try Benneth           |     |
| 3     | DEF   | Víctor Cordero        |     |
| 18    | DEF   | Jervis Drummond       |     |
| 16    | DEF   | Gabriel Badilla       |     |
| 9     | MED   | Pablo Brenes          | 79' |
| 17    | MED   | José Luis López       |     |
| 19    | MED   | Randall Azofeifa      | 89' |
| 8     | MED   | Walter Centeno        |     |
| 11    | DEL   | Rónald Gómez          | 82' |
| 24    | DEL   | Álvaro Saborío        |     |
| D. T. | D. T. | Hernán Medford        |     |

| 1     | POR   | Wardy Alfaro       |     |
| 18    | DEF   | Roy Myrie          |     |
| 3     | DEF   | Luis Marín         |     |
| 24    | DEF   | Pablo Chinchilla   |     |
| 22    | DEF   | Carlos Castro      |     |
| 4     | MED   | Christian Montero  |     |
| 12    | MED   | Pablo Gabas        | 70' |
| 16    | MED   | Carlos Hernández   |     |
| 9     | MED   | Bryan Ruiz         |     |
| 7     | DEL   | Rolando Fonseca    | 84' |
| 21    | DEL   | Minor Díaz         | 55' |
| D. T. | D. T. | Rolando Villalobos |     |

| 15 | Centrocampista | Saúl Phillips | 79' |
| 10 | Delantero      | Alonso Solís  | 82' |
| 7  | Centrocampista | Wilson Muñoz  | 89' |

| 17 | Centrocampista | Emil Martínez | 55' |
| 26 | Delantero      | Erick Jiménez | 70' |
| 29 | Delantero      | Erick Scott   | 84' |

| 8' · 42' | Walter Centeno | 1:0 2:1 |

| 19' (t.l.) | Carlos Hernández | 1:1 |

| Principal  | Vinicio Mena        |
| Asistentes | Marvin Ramírez      |
|            | José Manuel Pereira |

| 35    | POR   | José Francisco Porras |     |
| 23    | DEF   | Try Benneth           |     |
| 3     | DEF   | Víctor Cordero        |     |
| 18    | DEF   | Jervis Drummond       |     |
| 16    | DEF   | Gabriel Badilla       |     |
| 9     | MED   | Pablo Brenes          | 79' |
| 17    | MED   | José Luis López       |     |
| 19    | MED   | Randall Azofeifa      | 89' |
| 8     | MED   | Walter Centeno        |     |
| 11    | DEL   | Rónald Gómez          | 82' |
| 24    | DEL   | Álvaro Saborío        |     |
| D. T. | D. T. | Hernán Medford        |     |

| 1     | POR   | Wardy Alfaro       |     |
| 18    | DEF   | Roy Myrie          |     |
| 3     | DEF   | Luis Marín         |     |
| 24    | DEF   | Pablo Chinchilla   |     |
| 22    | DEF   | Carlos Castro      |     |
| 4     | MED   | Christian Montero  |     |
| 12    | MED   | Pablo Gabas        | 70' |
| 16    | MED   | Carlos Hernández   |     |
| 9     | MED   | Bryan Ruiz         |     |
| 7     | DEL   | Rolando Fonseca    | 84' |
| 21    | DEL   | Minor Díaz         | 55' |
| D. T. | D. T. | Rolando Villalobos |     |

| 15 | Centrocampista | Saúl Phillips | 79' |
| 10 | Delantero      | Alonso Solís  | 82' |
| 7  | Centrocampista | Wilson Muñoz  | 89' |

| 17 | Centrocampista | Emil Martínez | 55' |
| 26 | Delantero      | Erick Jiménez | 70' |
| 29 | Delantero      | Erick Scott   | 84' |

| 8' · 42' | Walter Centeno | 1:0 2:1 |

| 19' (t.l.) | Carlos Hernández | 1:1 |

| Principal  | Vinicio Mena        |
| Asistentes | Marvin Ramírez      |
|            | José Manuel Pereira |

| 35    | POR   | José Francisco Porras |     |
| 23    | DEF   | Try Benneth           |     |
| 3     | DEF   | Víctor Cordero        |     |
| 18    | DEF   | Jervis Drummond       |     |
| 16    | DEF   | Gabriel Badilla       |     |
| 9     | MED   | Pablo Brenes          | 79' |
| 17    | MED   | José Luis López       |     |
| 19    | MED   | Randall Azofeifa      | 89' |
| 8     | MED   | Walter Centeno        |     |
| 11    | DEL   | Rónald Gómez          | 82' |
| 24    | DEL   | Álvaro Saborío        |     |
| D. T. | D. T. | Hernán Medford        |     |

| 1     | POR   | Wardy Alfaro       |     |
| 18    | DEF   | Roy Myrie          |     |
| 3     | DEF   | Luis Marín         |     |
| 24    | DEF   | Pablo Chinchilla   |     |
| 22    | DEF   | Carlos Castro      |     |
| 4     | MED   | Christian Montero  |     |
| 12    | MED   | Pablo Gabas        | 70' |
| 16    | MED   | Carlos Hernández   |     |
| 9     | MED   | Bryan Ruiz         |     |
| 7     | DEL   | Rolando Fonseca    | 84' |
| 21    | DEL   | Minor Díaz         | 55' |
| D. T. | D. T. | Rolando Villalobos |     |

| 15 | Centrocampista | Saúl Phillips | 79' |
| 10 | Delantero      | Alonso Solís  | 82' |
| 7  | Centrocampista | Wilson Muñoz  | 89' |

| 17 | Centrocampista | Emil Martínez | 55' |
| 26 | Delantero      | Erick Jiménez | 70' |
| 29 | Delantero      | Erick Scott   | 84' |

| 8' · 42' | Walter Centeno | 1:0 2:1 |

| 19' (t.l.) | Carlos Hernández | 1:1 |

| Principal  | Vinicio Mena        |
| Asistentes | Marvin Ramírez      |
|            | José Manuel Pereira |

| 35    | POR   | José Francisco Porras |     |
| 23    | DEF   | Try Benneth           |     |
| 3     | DEF   | Víctor Cordero        |     |
| 18    | DEF   | Jervis Drummond       |     |
| 16    | DEF   | Gabriel Badilla       |     |
| 9     | MED   | Pablo Brenes          | 79' |
| 17    | MED   | José Luis López       |     |
| 19    | MED   | Randall Azofeifa      | 89' |
| 8     | MED   | Walter Centeno        |     |
| 11    | DEL   | Rónald Gómez          | 82' |
| 24    | DEL   | Álvaro Saborío        |     |
| D. T. | D. T. | Hernán Medford        |     |

| 1     | POR   | Wardy Alfaro       |     |
| 18    | DEF   | Roy Myrie          |     |
| 3     | DEF   | Luis Marín         |     |
| 24    | DEF   | Pablo Chinchilla   |     |
| 22    | DEF   | Carlos Castro      |     |
| 4     | MED   | Christian Montero  |     |
| 12    | MED   | Pablo Gabas        | 70' |
| 16    | MED   | Carlos Hernández   |     |
| 9     | MED   | Bryan Ruiz         |     |
| 7     | DEL   | Rolando Fonseca    | 84' |
| 21    | DEL   | Minor Díaz         | 55' |
| D. T. | D. T. | Rolando Villalobos |     |

| 15 | Centrocampista | Saúl Phillips | 79' |
| 10 | Delantero      | Alonso Solís  | 82' |
| 7  | Centrocampista | Wilson Muñoz  | 89' |

| 17 | Centrocampista | Emil Martínez | 55' |
| 26 | Delantero      | Erick Jiménez | 70' |
| 29 | Delantero      | Erick Scott   | 84' |

| 8' · 42' | Walter Centeno | 1:0 2:1 |

| 19' (t.l.) | Carlos Hernández | 1:1 |

| Principal  | Vinicio Mena        |
| Asistentes | Marvin Ramírez      |
|            | José Manuel Pereira |

|                            |
| Campeón Deportivo Saprissa |
| 24.º título                |

## Estadísticas

### Tabla de goleadores
Lista con los máximos anotadores de la temporada.
| Pos. | Jugador          | Equipo             | Goles |
| ---- | ---------------- | ------------------ | ----- |
| 1.º  | Kurt Bernard     | Puntarenas F. C.   | 22    |
| 2.º  | Víctor Núñez     | C. S. Cartaginés   | 19    |
| 3.º  | Álvaro Saborío   | Deportivo Saprissa | 17    |
| 4.º  | Esteban Bolaños  | Santos de Guápiles | 12    |
| 5.º  | Minor Díaz       | L. D. Alajuelense  | 11    |
| 5.º  | Marvin Calvo     | Liberia            | 11    |
| 7.º  | Josef Miso       | C. S. Herediano    | 10    |
| 7.º  | Rónald Gómez     | Deportivo Saprissa | 10    |
| 9.º  | Ricardo Steer    | Pérez Zeledón      | 9     |
| 9.º  | Walter Centeno   | Deportivo Saprissa | 9     |
| 11.º | Bryan Ruiz       | L. D. Alajuelense  | 8     |
| 12.º | Luis Lara        | Pérez Zeledón      | 7     |
| 12.º | Alonso Solís     | Deportivo Saprissa | 7     |
| 12.º | Jorge Barbosa    | Puntarenas F. C.   | 7     |
| 12.º | Leandro Gobatto  | Brujas F. C.       | 7     |
| 12.º | Carlos Hernández | L. D. Alajuelense  | 7     |

### Tabla de asistentes
Lista con los máximos asistentes de la temporada.
| Pos. | Jugador             | Equipo             | Asistencias |
| ---- | ------------------- | ------------------ | ----------- |
| 1.º  | Carlos Hernández    | L. D. Alajuelense  | 14          |
| 2.º  | Rónald Gómez        | Deportivo Saprissa | 11          |
| 2.º  | Luis Lara           | Pérez Zeledón      | 11          |
| 4.º  | Vicente Rocela      | Puntarenas F. C.   | 10          |
| 5.º  | Paolo Jiménez       | C. S. Cartaginés   | 8           |
| 5.º  | Jafet Soto          | C. S. Herediano    | 8           |
| 5.º  | Christian Bolaños   | Deportivo Saprissa | 8           |
| 5.º  | Alonso Solís        | Deportivo Saprissa | 8           |
| 5.º  | Marvin Calvo        | Liberia            | 8           |
| 9.º  | Froylán Ledezma     | L. D. Alajuelense  | 6           |
| 9.º  | Minor Díaz          | L. D. Alajuelense  | 6           |
| 9.º  | Johnny Woodly       | A. D. Carmelita    | 6           |
| 9.º  | Géiner Segura       | Pérez Zeledón      | 6           |
| 9.º  | Max Sánchez         | Puntarenas F. C.   | 6           |
| 9.º  | Jhon Jairo Quiñones | Liberia            | 6           |
| 9.º  | Álvaro Saborío      | Deportivo Saprissa | 6           |